# Steve Osborne
Stephen John Osborne, detto Steve (Londra, 1963), è un produttore discografico britannico.
Ha lavorato con numerosi gruppi e artisti di diversa estrazione musicale; tra questi New Order, Elbow, U2, Happy Mondays, Placebo, Gregory Porter, Doves, KT Tunstall, Vanessa Carlton, Charlie Simpson, Simple Minds, A-ha, The B-52's, Thrice, Lamb, Sophie Ellis-Bextor, Starsailor, Suede, Curve, Morten Harket, Lush, Deacon Blue e altri.